# Stichaeopsis
Stichaeopsis es un género de peces de la familia Stichaeidae. Fue descrito por Rudolf Kner en 1870.

## Especies
- Stichaeopsis epallax (Jordan y Snyder, 1902)
- Stichaeopsis nana Kner, 1870
- Stichaeopsis nevelskoi (Schmidt, 1904)
- Stichaeopsis sakhalinensis Nazarkin, 1998